# Tinospora hirsuta
Tinospora hirsuta är en tvåhjärtbladig växtart som först beskrevs av Odoardo Beccari, och fick sitt nu gällande namn av L.L. Forman. Tinospora hirsuta ingår i släktet Tinospora och familjen Menispermaceae. Inga underarter finns listade i Catalogue of Life.